# كريستيان اسموسين
كريستيان اسموسين (16 أبريل 1971 - ) (بالدنماركية: Kristian Asmussen)‏ هو لاعب كرة يد دانمركي في مركز حارس مرمى ‏. لعب مع نادي ماغديبورغ لكرة اليد.

## وصلات خارجية
- كريستيان اسموسين على موقع الاتحاد الأوروبي لكرة اليد (الإنجليزية)